# アメジャリチハラ
『アメジャリチハラ』は、一部テレビ朝日系列局で放送されたテレビ朝日制作のバラエティ番組。制作局のテレビ朝日では1996年10月6日から1997年3月30日まで、毎週日曜 12:00 - 12:55 (JST) に放送。

## 概要
当時東京に進出してきたばかりの雨上がり決死隊、ジャリズム、千原兄弟を起用していた番組である。しかし、日曜昼の番組とは思えない過激な内容で関東地区における視聴率は低空飛行を極めた。前期には、昼間の竹下通りを一周する間に、誰が一番ブリーフを汚せるかを競い合う「パンツ汚し隊」や、野球の審判の格好をしたメンバーが街に出て一般人の話を聞き、その内容に同意できれば「セーフ」、できなければ「アウト」の判定を下す「審判団」などのコーナーがあり、テコ入れが施された後期にはゲストが指定した厳選素材を3組が調達し、スタジオで一緒に料理を作る料理番組に変更されたが、わずか半年で終了した。
そのあまりにもひどい低迷振りは、現在でも出演していた芸人たちが自虐ネタとして披露するほどである。しかしながら、関西地区では日曜深夜（24時台）に放送され、出演していた芸人たちの認知度も高かったため、異例の2桁の視聴率を取ることもあった。後に、雨上がりの冠番組『雨上がり決死隊のトーク番組アメトーーク!』にジャリズムと千原兄弟の4人がゲストで訪れた際には、「アメジャリチハラ同窓会」という形で放送された。
この番組で生まれた雨上がりの宮迫博之が扮するキャラクター「轟さん」は、後にフジテレビの『ワンナイR&R』や宮迫のYouTubeチャンネルで再び登場した。

## 出演者
- 宮迫博之（当時雨上がり決死隊）
- 蛍原徹（当時雨上がり決死隊）
- 山下しげのり（現・インタビューマン山下）（当時ジャリズム）
- 渡辺あつむ（現・桂三度）（当時ジャリズム）
- 千原靖史（現・千原せいじ）（千原兄弟）
- 千原浩史（現・千原ジュニア）（千原兄弟）
- 野村華苗（当時テレビ朝日アナウンサー） - リポーターを担当。

ゲスト
- 立河宜子
  - 轟さんの初登場企画のゲスト。
- 矢部美穂
- リサ・ステッグマイヤー
- 桑野信義
- 武田鉄矢
- 大槻ケンヂ
- 千堂あきほ
- ナインティナイン
  - 「雨上がりを天素に返せ！」の企画に出演